# Sybra pulvereoides
Sybra pulvereoides là một loài bọ cánh cứng trong họ Cerambycidae.